# Marion Cotillard
Marion Cotillard, född 30 september 1975 i Paris, är en fransk skådespelare, sångare, musiker och miljöaktivist.
Marion Cotillards föräldrar, Jean-Claude Cotillard och Niseema Theillaud, är båda erfarna inom film- och teatervärlden. Fadern är skådespelare, manusförfattare och regissör och modern är skådespelare och dramalärare. Marion Cotillard debuterade som skådespelare redan som barn i en av faderns uppsättningar för att sedan gå vidare och studera drama i Orléans.
I februari 2008 belönades Marion Cotillard med en Oscar i kategorin bästa kvinnliga huvudroll, för rollen som Édith Piaf i La vie en rose.
I början av mars 2008 uttalade Cotillard sig om att kollapsen av World Trade Center i New York inte var en terrorattack, utan att den i stället iscensattes av ekonomiska skäl. Detta skapade en våg av kritik.

## Filmografi (urval)
- 1998 – Taxi
- 2000 – Taxi 2
- 2002 – Taxi 3
- 2003 – Älska mig om du törs (Jeux d'enfants)
- 2003 – Big Fish
- 2004 – En långvarig förlovning (Un long dimanche de fiançailles)
- 2006 – A Good Year
- 2007 – La vie en rose (La Môme)
- 2009 – Public Enemies
- 2009 – Nine
- 2010 – Små vita lögner
- 2010 – Inception
- 2011 – Lady Blue Shanghai (kortfilm)
- 2011 – Midnatt i Paris
- 2012 – The Dark Knight Rises
- 2012 – Rust and Bone
- 2013 – Blood Ties
- 2013 – New York Immigrant
- 2013 – Anchorman 2
- 2014 – Två dagar, en natt
- 2015 – Avril et le monde truqué
- 2015 – Macbeth
- 2015 – Den lille prinsen (röst)
- 2016 – Allied
- 2016 – Assassin's Creed
- 2020 – Dolittle
- 2021 – Annette
- 2023 – Extrapolations (TV-serie)
- 2023 – Asterix & Obelix: I drakens rike